# 巴涅 (默尔特-摩泽尔省)
巴涅（法語：Bagneux，法語發音：[baɲø] ⓘ）是法国默尔特-摩泽尔省的一个市镇，位于该省西南部，属于图勒区。该市镇总面积8.6平方公里，2009年时的人口为150人。

## 人口
巴涅人口变化图示